# Chlorocypha consueta
Chlorocypha consueta é uma espécie de libelinha da família Chlorocyphidae.
Pode ser encontrada nos seguintes países: Angola, República do Congo, República Democrática do Congo, Malawi, Moçambique, África do Sul, Tanzânia, Zâmbia, Zimbabwe e possivelmente em Nigéria.
Os seus habitats naturais são: florestas secas tropicais ou subtropicais , florestas subtropicais ou tropicais húmidas de baixa altitude, matagal árido tropical ou subtropical, matagal húmido tropical ou subtropical e rios.